# Ане (Бельгия)
Ане́ (фр. Anhée, валлон. Anhêye) — коммуна в Валлонии, расположенная в провинции Намюр, округ Динан. Принадлежит Французскому языковому сообществу Бельгии. На площади 65,67 км² проживают 6 934 человека (плотность населения — 106 чел./км²), из которых 48,53 % — мужчины и 51,47 % — женщины. Средний годовой доход на душу населения в 2003 году составлял 10 810 евро.
Почтовый код: 5537. Телефонный код: 082.